# Argia reclusa
Argia reclusa là một loài chuồn chuồn kim trong họ Coenagrionidae.
Argia reclusa is in 1865 voor het eerst wetenschappelijk beschreven door Selys.